# Dutch Ruppersberger

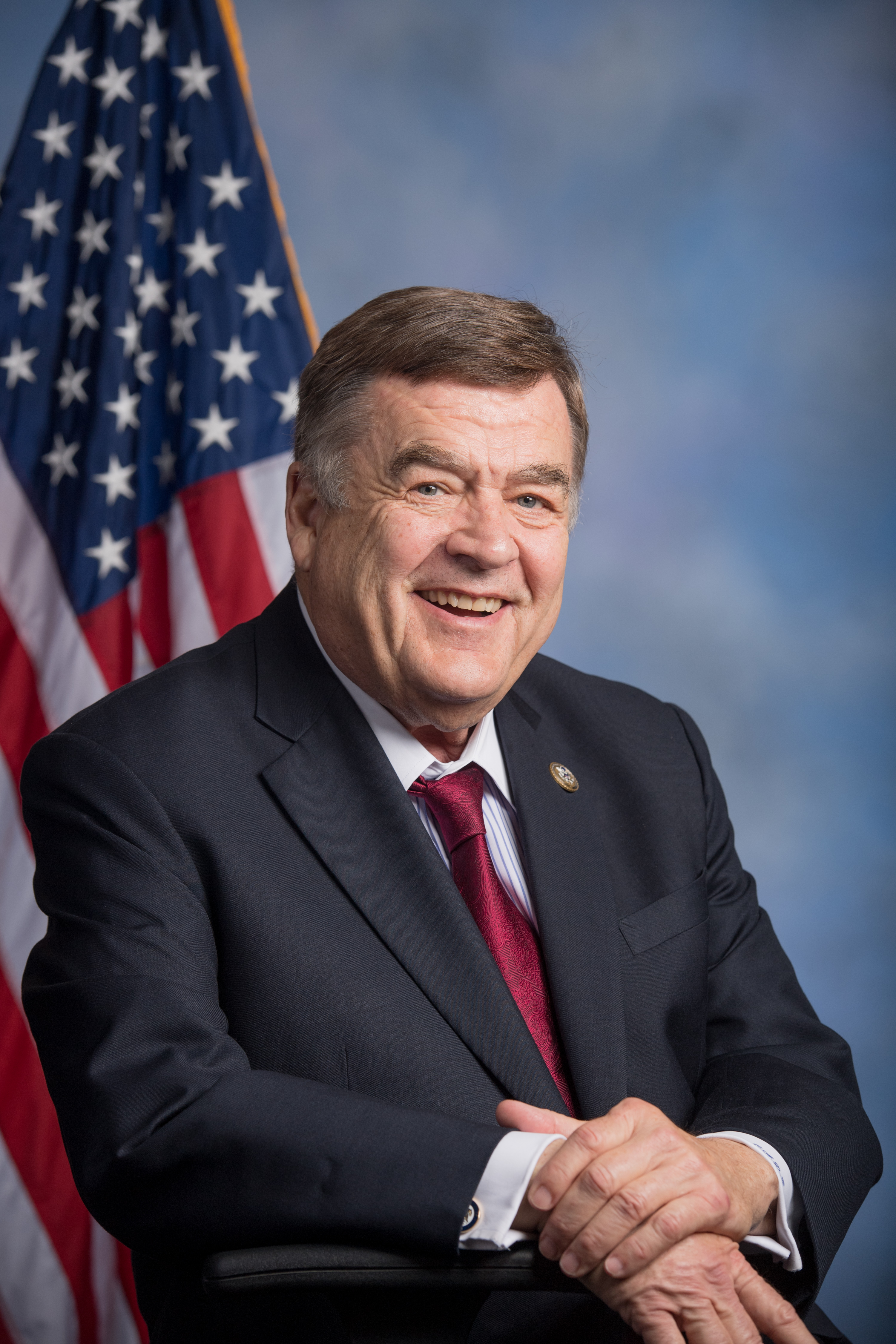
Dutch Ruppersberger (2018)

Charles Albert „Dutch“ Ruppersberger (* 31. Januar 1946 in Baltimore, Maryland) ist ein US-amerikanischer Politiker der Demokratischen Partei. Von 2003 bis 2025 vertrat er den zweiten Distrikt des Bundesstaats Maryland im US-Repräsentantenhaus.

## Werdegang
Dutch Ruppersberger besuchte das Baltimore City College und studierte danach an der University of Maryland in College Park. Er arbeitete zwischenzeitlich als Rettungsschwimmer und Polizist. Nach einem anschließenden Jurastudium mit Abschluss als Juris Doctor (J.D.) im Jahr 1970 an der University of Baltimore School of Law und seiner erfolgten Zulassung als Rechtsanwalt begann er in diesem Beruf zu arbeiten. Zwischen 1972 und 1980 war er als Staatsanwalt tätig.
Ruppersberger ist seit 1971 mit seiner Frau Kay verheiratet. Das Paar hat zwei Kinder und lebt in Cockeysville.

## Politik
Ruppersberger wurde Mitglied der Demokratischen Partei. Zwischen 1985 und 1994 gehörte Ruppersberger dem Kreisrat (county council) im Baltimore County an; von 1994 bis 2002 war er dort Landrat (County Executive). In den Jahren 1996 und 2000 nahm er als Delegierter an den jeweiligen Democratic National Conventions teil.
Bei den Kongresswahlen des Jahres 2002 wurde Ruppersberger im zweiten Kongresswahlbezirk von Maryland in das US-Repräsentantenhaus in Washington, D.C. gewählt, wo er am 3. Januar 2003 die Nachfolge des Republikaners Robert L. Ehrlich antrat, der erfolgreich als Gouverneure von Maryland kandidiert hatte. Ruppersberger war zwischenzeitlich Mitglied im Streitkräfteausschuss und im Geheimdienstausschuss sowie in zwei Unterausschüssen. Er konnte sich bei allen folgenden zehn weiteren Wahlen zwischen Wahl 2004 und Wahl 2022 ebenfalls durchsetzen. Ruppersberger erreichte jeweils mindestens 59 % der Stimmen, bei der Wahl 2008 sogar rund 72 Prozent. Im Januar 2024 gab Ruppersberger bekannt, bei der Wahl 2024 nicht erneut anzutreten. Seine letzte, insgesamt elfte, Legislaturperiode im Repräsentantenhaus des 118. Kongresses lief bis zum 3. Januar 2025. Seine Nachfolge im zweiten Distrikt trat Johnny Olszewski an.

### Ausschüsse
Er war Mitglied in folgenden Ausschüssen des Repräsentantenhauses:
- Committee on Appropriations
  - Commerce, Justice, Science, and Related Agencies
  - Defense